# Heinrich Denifle
Friedrich Heinrich Suso Denifle, född den 16 januari 1844 i Imst, Tyrolen, död den 10 juni 1905 i München, var en österrikisk kyrkohistoriker och arkivman.
Denifle studerade i Brixen, inträdde i Graz 1861 i dominikanorden samt prästvigdes 1866. Sedan han ett par år fortsatt sina studier, bland annat i Rom, återvände han till Graz 1870, där han i tio års tid var lärare i teologi vid dominikanklostret samt även förvärvade sig rykte som framstående predikant. Han kallades 1880 till Rom som dominikanordens  generaldefinitor för Tyskland, blev 1883 anställd vid Vatikanska arkivet och 1896 underarkivarie.
Denifle utgav åtskilliga arbeten och aktpublikationer, av vilka här kan nämnas Die katholische Kirche und das Ziel der Menschheit (1872), Das geistliche Leben. Eine Blumenlese aus den deutschen Mystikern des XIV:ten Jahrhunderts (1873; 5:e upplagan 1904), Der Gottesfreund im Oberland und Nikolaus von Basel (1875), Das Buch von der geistlichen Armut (1877), Susos Schriften (1876–1880), Taulers Bekehrung (1879), Die universitäten des mittelalters bis 1400 (del I, 1885), Die päpstlichen Registerbände des 13. Jahrhunderts und das Inventar derselben vom Jahre 1339 (i "Archiv für Litteratur- und Kirchengeschichte", 1886), Specimina palæographica regestorum romanorum pontificum ab Innocentio III ad Urbanum V (1888), Die Statuten der Juristenuniversität Padua vom Jahre 1331 (1892) samt La désolation des églises, monastères et hôpitaux en France pendant la guerre de cent ans (del l, 2: 1, 2, 1897–1899).
Därtill kom Luther und Lutherthum in der ersten Entwickelung quellenmässig dargestellt (1904, 2:a upplagan 1905), i vilken han hätskt angrep Luther och lutherdomen, vilket framkallade åtskilliga motskrifter, som föranledde Denifle att utgiva Luther in rationalistischer und christlicher Beleuchtung. Prinzipielle Auseinandersetzung mit A. Harnack und R. Seeberg (1904). Tillsammans med pater Franz Ehrle grundlade han 1885 "Archiv für Litteratur- und Kirchengeschichte des Mittelalters" (Berlin), och jämte Émile Chatelain utgav han "Chartularium universitatis Parisiensis" (del 1–4, Paris 1889-97, omfattande tiden 1200–1452) samt "Auctarium chartularii univ. Parisiensis" (del 1. 2, Paris 1894–1897, omfattande tiden 1333–1466). Denifle biträdde även vid utgivningen av den nya upplagan av Tomas från Aquino skrifter.